# تحلیل مفاهیم صوری
تحلیل مفاهیم صوری (به انگلیسی: Formal Concept Analysis) روشی برای تحلیل، تجزیه و پردازش دقیق اطلاعات به منظور دستیابی به تفسیر معنادار و جامع از اطلاعات است. رادولف ویل، ریاضی‌دان آلمانی، در سال ۱۹۸۰ نظریه تحلیل مفاهیم صوری را پیشنهاد کرد. وی در نخستین مقاله خود دربارهٔ تحلیل مفاهیم صوری بیان می‌کند که این نظریه تحت تأثیر هارموت ون هنتیگ، یک متخصص و کارشناس آلمانی در حوزه آموزش و پروش، قرار دارد. یکی از دغدغه‌های هنتیگ، وضعیت علم در دنیای مدرن بود و در سال ۱۹۷۲، ایده بازسازی مجدد علوم را برای کاربرد بهتر از آنها مطرح کرد. ویل بیان می‌کند که نظریه تحلیل مفاهیم صوری نیز در واقع بازسازی مجدد نظریه شبکه ریاضی است تا هم توسط افرادی که با ریاضی ناآشنا هستند، درک شود و نیز به بهبود کاربرد آن منجر شود.
تحلیل مفاهیم صوری در دهه نخست اساساً توسط گروه کوچکی از پژوهشگران و شاگردان ویل در آلمان مورد توجه قرار گرفت و محدود به گروه کوچکی در آلمان باقی ماند. قابل توجه‌ترین طرحی که تحلیل مفاهیم صوری در آن مورد استفاده قرار گرفت، اجرای یک نظام کشف دانش در حوزه مهندسی عمران در وست فالیابود که از آلمان فراتر نرفت. اما در طول سال‌های اخیر تحلیل مفاهیم صوری در حوزهایی مثل زبان‌شناسی، مهندسی نرم‌افزار، روانشناسی، هوش مصنوعی و بازیابی اطلاعات مورد استفاده قرار گرفته‌است.

## مفهوم صوری[۳]و بافت صوری[۴]
ایده اصلی نظریه تحلیل مفاهیم صوری دوگانه‌ای است که رابطه گالویس نامیده می‌شود. این رابطه اغلب بین دو آیتم A و B که به نوعی با یکدیگر در ارتباط هستند، مشاهده می‌شود. مثل اشیا و ویژگی‌های آن‌ها یا مدارک و واژه‌های مربوط به آن‌ها.
رابطه گالویس بر این دلالت دارد که مجموعه بزرگی از آیتم A با مجموعه کوچکی از آیتم B منطبق است. مثلاً اگر مجموعه‌ای از مدارک و واژه‌ها را در یک سیستم بازیابی در‌نظر بگیریم، مجموعه بزرگی از کلیدواژه‌ها، با مجموعه کوچکی از مدارک منطبق هستند و با کم کردن تعداد واژه‌ها (کوچک شدن مجموعه مربوط به واژه‌ها)، مجموعه مدارک بزرگتری بازیابی می‌شود.
در نظریه تحلیل مفاهیم صوری عناصر یک مجموعه، «اشیاء صوری» و عناصر مجموعه دیگر «ویژگی‌های صوری» نامیده می‌شود. به‌کار بردن صفت «صوری» برای تأکید بر این نکته است که این‌ها مفاهیم قراردادی (صوری) هستند. «اشیا صوری» لازم نیست که اشیایی به معنای عام اشیاء باشند بلکه «اشیاء» و «ویژگی» بعنوان یک نشانه به‌کار می‌رود. مثلاً در بازیابی اطلاعات، مدارک بعنوان اشیاء و واژه‌ها به عنوان ویژگی در نظر گرفته می‌شوند.
هر شیء که دارای مجموعه‌ای از ویژگی‌ها و صفات مشخص است را با یک مفهوم نامگذاری می‌کنیم؛ بنابراین هر مفهوم شامل دو بخش شیء و ویژگی است؛ و مجموعه‌ای از اشیا و ویژگی‌ها، یک بافت یا زمینه را ایجاد می‌کند.
به این ترتیب، سه‌گانه(G, M, I) یک بافت (صوری) را نمایش می‌دهد اگر: G شامل مجموعه‌ای از اشیاء، M شامل مجموعه‌ای از ویژگی‌ها، و I یک رابطه دوطرفه بین G و M باشد.
و مجموع (A,B) یک مفهوم (صوری) را نشان می‌دهد اگر و فقط اگر: A زیر مجموعه G و B زیرمجموعه M باشد. مفاهیم صوری در تحلیل مفاهیم صوری را می‌توان با الهام از نظریه کلاسیک مفاهیم در روانشناسی و فلسفه در نظر گرفت که می‌گوید یک مفهوم رسماً (مطابق یک سری قوانین قراردادی) از طریق ویژگی‌هایش قابل تعریف است.
یک بافت صوری که شامل مجموعه اشیاء، ویژگی‌ها و رابطه میان آن‌هاست را می‌تواند در یک جدول متقاطع نشان داد. (جدول ۱) ستون سمت چپ، اشیاء و ردیف بالا، ویژگی‌ها است و رابطه بین آن‌ها با علامت ستاره نشان داده می‌شود.
|       | اندازه | اندازه | اندازه | تعداد پا | تعداد پا   | عملکرد   | عملکرد    | عملکرد | عملکرد |
| ----- | ------ | ------ | ------ | -------- | ---------- | -------- | --------- | ------ | ------ |
| کوچک  | متوسط  | بزرگ   | دوپا   | چهارپا   | پرواز کردن | شنا کردن | شکار کردن | دویدن  |        |
| کبوتر | *      |        |        | *        |            | *        |           |        |        |
| مرغ   | *      |        |        | *        |            |          |           |        |        |
| اردک  | *      |        |        | *        |            | *        | *         |        |        |
| غاز   | *      |        |        | *        |            | *        | *         |        |        |
| گربه  | *      |        |        |          | *          |          |           | *      | *      |
| ببر   |        |        | *      |          | *          |          |           | *      | *      |
| شیر   |        |        | *      |          | *          |          |           | *      | *      |
| سگ    |        | *      |        |          | *          |          |           | *      | *      |
| گاو   |        |        | *      |          | *          |          |           |        |        |

با توجه به جدول فوق، با انتخاب هر شیء که در جدول ذکر شده، می‌توان ویژگی‌های آن‌را نیز شناسایی کرد و برعکس. مثلاً اردک را در نظر می‌گیریم. ویژگی‌های اردک "کوچک، دوپا، پرواز کردن، شنا کردن" است. با بررسی جدول می‌بینیم که شیء دیگری که این ویژگی‌ها را دارد، غاز است؛ بنابراین "اردک، غاز" اشیاء صوری و "کوچک، دو پا، پرواز کردن، شنا کردن" ویژگی‌های صوری هستند. به این ترتیب مجموع اشیاء و ویژگی‌هایی که از جدول (بافت صوری) استخراج کردیم، نمایانگر یک مفهوم صوری است که آن را A می‌نامیم:
A = {(اردک، غاز)، (کوچک، دو پا، پرواز کردن، شنا کردن)}
با‌توجه به جدول (بافت صوری) فوق، نمی‌توان هیچ شیء یا ویژگی دیگری به A اضافه کرد. ضمن اینکه تمام اشیاء موجود در مفهوم صوری A، تمام ویژگی‌های مفهوم صوری A را دارد و هر یک از ویژگی‌های مفهوم صوری A در میان تمام اشیاء مفهوم صوری A مشترک است.
مجموعه اشیاء صوری یک بافت صوری را «گستره بیرونی» و مجموعه ویژگی‌های صوری یک مفهوم صوری را «مفهوم درونی» آن می‌نامند.
یک مزیت مهم تحلیل مفاهیم صوری این است که رابطه گالویس و مفاهیم صوری را می‌توان با استفاده از دیاگرام خطی به تصویر کشید. در واقع تحلیل مفاهیم صوری تکنیکی است که از نظریه شبکه برای سازماندهی داده‌ها بر اساس اشیاء و ویژگی‌های مشترک بین آن‌ها استفاده می‌کند.
در واقع با استفاده از سه ویژگی مطرح شده در بافت صوری فوق، یعنی ۱. کوچک و متوسط و بزرگ، ۲. دو پا و چهار پا، و ۳. پرواز کردن، شنا کردن، شکار کردن، دویدن؛ می‌توان یک دیاگرام رسم کرد و در نهایت با ادغام دیاگرام‌های مربوطه، یک شبکه مفهومی شبیه شکل ۲ خواهیم داشت.

شکل ۲

## شبکه مفهومی[۱۰]
یک شبکه مفهومی شامل مجموعه از مفاهیم یک بافت (صوری) و رابطه اعم و اخص میان این مفاهیم است. مزیت شبکه مفهومی این است که با نمایش ارتباطات میان مفاهیم، این امکان را ایجاد می‌کند که کاربر در درون شبکه جهت‌یابی کند و مفاهیم مرتبط را تشخیص دهد.

## کاربرد تحلیل مفاهیم صوری و شبکه در بازیابی اطلاعات
تحلیل مفاهیم صوری می‌تواند سه هدف را در بازیابی اطلاعات دنبال کند: اول: تحلیل مفاهیم صوری می‌تواند برای پالایش پرس و جو بکار رود. زیرا یک شبکه مدرک – واژه یک فضای جستجو در میان خوشه‌هایی از مدارک مرتبط ایجاد کند، شبکه‌ها می‌توانند برای گسترش پرس و جو در مواردی که مدارک خیلی کم بازیابی شده‌است یا برای محدود کردن پرس و جو در مواقعی که مدارک بسیار زیادی بازیابی شده‌اند، پیشنهادهایی ارائه دهند. دوم: شبکه‌ها می‌توانند ادغام فرایند پرس و جو و جهت‌یابی (یا مرور) را پشتیبانی کنند. با مطرح شدن پرسش اولیه، یک گره در شبکه مدرک – واژه شناسایی می‌شود و بنابراین کاربر می‌تواند به گره‌های مرتبط هدایت شود. سوم: امکان ادغام یک اصطلاحنامه در شبکه مفهومی که توسط تعدادی از پژوهشگران پیشنهاد شده‌است.

## مشکل مطرح در خصوص استفاده از شبکه‌ها در بازیابی اطلاعات
ایجاد یک شبکه مفهومی از مجموعه‌های بزرگ اشیاء و ویژگی‌ها به‌طور قابل توجهی بزرگ و پیچیده می‌شود. تصویر سازی شبکه‌های مفهومی تنها در صورتی که برای کاربر انسانی قابل فهم و درک باشد، جالب و قابل توجه است. در حالیکه علاوه بر غیرممکن بودن تهیه شبکه‌های مفهومی برای مجموعه‌های بزرگ، ممکن است درک و استفاده از شبکه برای کاربر دشوار و موجبات سردرگمی وی شود.
در طی سالهای گذشته پیشنهادهایی برای رفع این مشکل ارائه شده و نرم‌افزارهایی تهیه شده‌است که در ادامه به چند مورد اشاره می‌شود:
Toscana System
FaIR System (Faceted Information Retrieval System
Compressed lattice
Singular value decomposition
Credo engin
یک کتابشناسی آنلاین از تحلیل مفاهیم صوری را می‌توان در این صفحه مشاهده کرد. البته این صفحه به دنبال لیست کردن تمام مقالاتی که در این حوزه منتشر می‌شود نیست (که این کار غیرممکن است) بلکه شامل لینک به کتابشناسی‌ها، گروه‌های پژوهشی و کنفرانس‌ها و نشست‌های این حوزه (در گذشته و آینده) می‌باشد.
انتشارات حوزه تحلیل مفاهیم صوری در دو کنفرانس بین‌المللی ارائه می‌شود
کنفرانس بین‌المللی ساختارهای مفهومی که از سال ۱۹۹۵ مقالات حوزه تحلیل مفاهیم صوری را نیز شامل می‌شود و کنفرانس بین‌المللی تحلیل مفاهیم صوری که از سال ۲۰۰۳ شروع به کار کرد.